# Kynos Kephalai
Kynos Kephalai är kullar i Grekland.   De ligger i regionen Thessalien, i den centrala delen av landet, 190 km nordväst om huvudstaden Aten.